# Condado de Klickitat

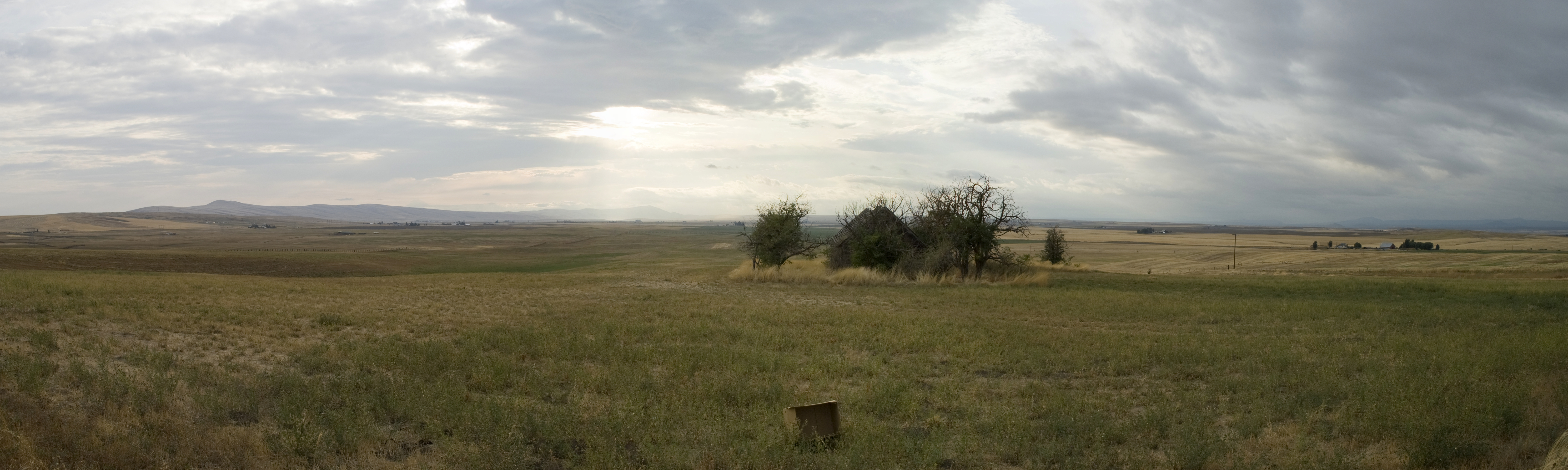
El valle de Klickitat.

El condado de Klickitat es uno de los 39 condados del estado estadounidense de Washington.
Al año 2000, su población era de 19.161 y de 20.377 en 2008. Su sede de condado y ciudad más grande es Goldendale.
Toma su nombre de la tribu klickitat de los yakama.
El Condado de Klickitat fue creado a partir del Condado de Walla Walla el 20 de diciembre de 1859.

## Demografía
En el 2000 los ingresos medios por hogar en la localidad eran de $34.267, y el ingreso promedio para una familia era de $40.414. El ingreso per cápita para el condado era de $16.502. En 2000 los hombres tenían un ingreso per cápita de $36.067 contra $21.922 para las mujeres. Alrededor del 12.60% de las familias y del 17.00% de la población estaba bajo el umbral de pobreza nacional.

## Ciudades
- Bingen
- Goldendale
- White Salmon

## Comunidades designadas por el censo
- Bickleton
- Centerville
- Dallesport
- Klickitat
- Lyle
- Maryhill
- Roosevelt
- Trout Lake
- Wishram

## Otras comunidades
- Cleveland